# The Real Americans
The Real Americans è stato un tag team di wrestling formato da Antonio Cesaro e Jack Swagger, con Zeb Colter come manager.
Il nome dei Real Americans è legato al personaggio di Swagger, cioè quello del patriota americano. Sono noti per la loro catchphrase: "We the People!".

## Storia
Nel febbraio 2013 Jack Swagger ha fatto il suo ritorno con Zeb Colter come manager: Colter è un autoproclamatosi "grande eroe americano" che è fortemente contrario all'immigrazione illegale; il personaggio di Swagger è stato influenzato da Colter a sfoggiare gli stessi ideali. Nel mese di giugno Antonio Cesaro si è alleato con Zeb Colter, il quale ha giustificato la loro alleanza affermando che Cesaro è il massimo esempio di un immigrante giunto negli Stati Uniti in maniera legale e pertanto lo ha considerato come un americano superiore. Il 14 luglio al pay-per-view Money in the Bank Cesaro e Swagger hanno entrambi preso parte al Money in the Bank ladder match per la valigetta contenente un contratto garantito di un match per il World Heavyweight Championship, ma non hanno avuto successo. La notte seguente a Raw Cesaro e Swagger, introdotti come "The Real Americans", hanno lottato insieme per la prima volta, ma sono stati sconfitti dagli Usos (Jimmy e Jey Uso). Il 15 settembre 2013 i Real Americans hanno preso parte al Kickoff di Night of Champions, dove hanno lottato in un tag team turmoil match che avrebbe decretato i primi sfidanti per il WWE Tag Team Championship, ma sono stati sconfitti. Allo stesso tempo i Real Americans hanno iniziato una faida con Santino Marella dopo essere stati entrambi sconfitti in match singoli, ma il 6 ottobre a Battleground i Real Americans hanno avuto la loro rivincita sconfiggendo Marella e The Great Khali in un tag team match. I Real Americans hanno poi iniziato una rivalità con i Los Matadores (Diego e Fernando), che li hanno sconfitti il 27 ottobre a Hell in a Cell. Il 24 novembre alla Survivor Series Cesaro e Swagger hanno lottato insieme ai membri dello Shield (Dean Ambrose, Seth Rollins e Roman Reigns) contro Rey Mysterio, Cody Rhodes, Goldust e gli Usos in un elimination tag team match: sebbene Cesaro e Swagger siano stati eliminati dal match, Reigns ha ottenuto la vittoria per la loro squadra. Il 15 dicembre a TLC i Real Americans hanno preso parte a un fatal four-way elimination tag team match per il WWE Tag Team Championship che includeva anche i campioni Cody Rhodes e Goldust, i RybAxel (Ryback e Curtis Axel e Big Show e Rey Mysterio, ma non sono riusciti a conquistare il titolo.
Nei primi mesi del 2014 i Real Americans hanno affrontato diversi tag team come Rey Mysterio e Big Show/Sin Cara, così come gli Usos, ma sono stati sconfitti. Cesaro e Swagger hanno poi partecipato al Royal Rumble match all'omonimo pay-per-view, ma senza successo. Nel mese di febbraio il ring name di Antonio Cesaro è stato accorciato in Cesaro, che al contrario di Swagger è riuscito a qualificarsi per l'Eliminaton Chamber match per il WWE World Heavyweight Championship all'omonimo pay-per-view, dove però è stato sconfitto, mentre Swagger non è riuscito a conquistare l'Intercontinental Championship contro Big E. Il 6 aprile, durante il Kickoff di WrestleMania XXX, i Real Americans sono stati gli ultimi a essere eliminati dai campioni in carica, gli Usos, nel fatal four-way elimination tag team match per il WWE Tag Team Championship, con Swagger che ha incolpato Cesaro della sconfitta attaccandolo con la Patriot Lock prima che Colter chiedesse ai due di fare pace; Cesaro ha però eseguito su Swagger il Cesaro Swing. Quella stessa sera Cesaro è stato un partecipante a sorpresa dell'André the Giant Memorial battle royal, che è riuscito a vincere dopo aver eseguito un body slam su Big Show, ricordando la body slam eseguita da Hulk Hogan su André.
La notte seguente a Raw Cesaro è stato elogiato da Hogan, che gli ha consegnato il trofeo per la sua vittoria, ma Swagger lo ha attaccato, distruggendo poi il trofeo stesso; Cesaro ha inoltre rivelato che Paul Heyman era il suo nuovo manager, sancendo di fatto la fine dei Real Americans.

## Nel wrestling

### Mosse finali dei wrestler singoli
- Mosse finali di Antonio Cesaro
  - The Neutralizer[1] (Cradle belly to back inverted mat slam)
- Mosse finali di Jack Swagger
  - Patriot Lock[2] (Ankle lock)

### Mosse finali in coppia
- Standing gutwrench suplex (Cesaro) seguito da una powerbomb (Swagger) con l'avversario in sospensione

### Manager
- Zeb Colter[4]

### Musiche d'ingresso
- "Patriot" dei CFO$[34] (1º luglio 2013–6 aprile 2014)

## Titoli e riconoscimenti
- Wrestling Observer Newsletter
  - Most Underated (2013) – Antonio Cesaro[35]
- WWE
  - André the Giant Memorial Trophy di WrestleMania XXX – Cesaro[36]